# Gare de Lardy
La gare de Lardy est une gare ferroviaire française de la ligne de Paris-Austerlitz à Bordeaux-Saint-Jean, située sur le territoire de la commune de Lardy, dans le département de l'Essonne en région Île-de-France.
C'est une gare de la Société nationale des chemins de fer français (SNCF) desservie par les trains de la branche C6 du RER C.

## Situation ferroviaire
Établie à 84 mètres d'altitude, la gare de Lardy est située au point kilométrique (PK) 42,781 de la ligne de Paris-Austerlitz à Bordeaux-Saint-Jean entre les gares de Bouray et Chamarande.

## Histoire
La station de Lardy est officiellement mise en service le 5 mai 1843 par la Compagnie du chemin de fer de Paris à Orléans (PO), lorsqu'elle ouvre à l'exploitation les 102 kilomètres de sa ligne de Juvisy (Paris) à Orléans.
En 2014, selon les estimations de la SNCF, la fréquentation annuelle de la gare est de 421 200 voyageurs.

## Service des voyageurs

### Desserte
La gare est desservie par des trains de la ligne C du RER qui effectuent habituellement la relation Saint-Quentin-en-Yvelines - Saint-Martin-d'Étampes ces trains sont souvent direct entre Juvisy et Bibliothèque François Mitterrand.

### Intermodalité
La gare est desservie par les lignes 4431, 4436 et le service de transport à la demande du réseau de bus Essonne Sud Ouest.